# Етобико
Етобико (енгл. Etobicoke) је градска четврт града Торонта у канадској провинцији Онтарио. То је била полу-аутономна општина у оквиру општине метрополитански Торонто до 1998, када је обједињена у нови Велики Торонто.